# Funcionalismo (psicología)
Psicología funcional o funcionalismo se refiere a una corriente filosófica y psicológica que considera la vida mental y el comportamiento en términos de adaptación activa al ambiente por parte de la persona. Como tal, proporcionó las bases generales para el desarrollo de teorías psicológicas que, sin embargo, no facilitan por sí mismas su verificación mediante experimentos controlados y psicología aplicada.
El funcionalismo  surgió en los Estados Unidos a finales del siglo XIX como una alternativa al estructuralismo. Aunque el funcionalismo nunca se convirtió en una escuela formal, se construyó sobre la base de las preocupaciones del estructuralismo por la anatomía de la mente y condujo a enfocar la atención sobre las funciones de la mente, y más tarde al conductismo.

## Historia
El Funcionalismo surgió principalmente como una alternativa filosófica y metodológica al estructuralismo predominante en la psicología de finales de siglo XIX en los Estados Unidos. Edward Titchener, un estudiante de Wilhelm Wundt y el principal estructuralista, dio a la psicología su primera definición como una ciencia del estudio de la experiencia mental, de la conciencia, a ser estudiada por el método de la introspección. 
William James es tradicionalmente considerado el precursor de la Psicología Funcional con la publicación de su libro Los Principios de la Psicología. Fue luego promotor del pragmatismo en filosofía, planteando en términos muy generales que todo conocimiento, si es útil, tiene la característica de ser verdadero. De fundamental importancia en los orígenes del pensamiento funcionalista en la obra de James y otros fue el pensamiento Darwinista, particularmente el concepto de adaptación. La psicología para los funcionalistas era el estudio de cómo las facultades mentales (consciencia) favorecen la adaptación al ambiente y particularmente la supervivencia del organismo, de manera que la psicología es parte de las ciencias biológicas. De este modo, el funcionalismo enfatizó el uso del método experimental, no solo reduciéndose a la experimentación, sino, también, la introspección, es decir, a la observación sistemática y detallada. Se considera a John Dewey como el fundador del funcionalismo con la publicación de su artículo El concepto de arco reflejo en Psicología, publicado en 1896. Otros miembros del departamento de filosofía de la Universidad de Chicago, todos influenciados por James y Dewey, como George H. Mead, Harvey A. Carr, y especialmente James Rowland Angell fueron los principales proponentes del funcionalismo en esta universidad. Otro grupo en la Universidad de Columbia, incluidos particularmente James McKeen Cattell, Edward Thorndike, y Robert S. Woodworth, fue también considerado funcionalista, y sus miembros compartieron alguna de las opiniones de los profesores de Chicago.

## El Funcionalismo como Escuela Psicológica
Los Principios de Psicología de James, con su postura crítica hacia el sistema de Wundt sirvieron de inspiración a una nueva generación de psicólogos que representaron la mayor fuente de oposición a la psicología Wundtiana que Titchener promovía desde la Universidad de Cornell. Si bien James nunca presentó una psicología estructurada y coherente, dos de sus ideas principales iban a tener una tremenda influencia en esta nueva generación de psicólogos, la mayoría de los cuales había ido a Alemania a estudiar con Wundt y otros psicólogos. En primer lugar, James había sido fuertemente influido por el concepto Darwinista de adaptación. En segundo lugar, el concepto de hábito era, a decir de James, indispensable para entender el comportamiento humano. Estas dos ideas se encontraban largamente en oposición con la psicología de Titchener que se preocupaba de forma casi exclusiva por el estudio de las sensaciones en contextos experimentales altamente controlados. James Mark Baldwin y James McKeen Cattell, independientemente, también habían estado promoviendo una psicología más cercana a la biología y más interesada en la acción. Fue particularmente James Rowland Angell, sin embargo, quien de manera más directa contrastó las dos visiones experimentales, en particular en relación con algunos de los experimentos de Titchener que otros laboratorios no habían podido replicar. En respuesta a estos ataques, Titchener publicó una respuesta en 1898 en la que acuñó los nombres de estructuralismo y funcionalismo para referirse a los campos rivales. Angell asumió el nombre y articuló sus postulados principales en su discurso inaugural como presidente de la Asociación Estadounidense de Psicología en 1906, con el título, «The Province of Functional Psychology.» En este, Angell reconocía que ya existían varios funcionalismos, notablemente el de Cattell, Woodworth y Thorndike en la Universidad de Columbia, y daba particular importancia a tres principios centrales: (i) una psicología de las operaciones mentales, en contraste con uno de los elementos mentales; (ii) una concepción de la mente como mediadora entre el ambiente y las necesidades del organismo; y (iii) una concepción psicofísica de la relación mente-cuerpo, en la que el cuerpo es fundamental para la comprensión de la mente. Para Angell, las operaciones mentales solo pueden ser consideradas en el contexto de un flujo de fuerzas biológicas que propenden por el ajuste al ambiente, y en consecuencia ayudan a la supervivencia de los organismos, en particular en la forma de hábitos comportamentales. Asumiendo, pues, un punto de vista evolutivo, el funcionalismo de Angell enfatizaba el propósito adaptativo de las funciones mentales superiores y ubicaba a la psicología claramente en el campo de las ciencias biológicas. Como consecuencia de esta orientación biológica, el funcionalismo promovió el desarrollo de la psicología comparada, la psicología infantil, el estudio de los hábitos y las diferencias individuales y la aceptación de la psicología aplicada como área legítima de estudio, mucha de esta investigación conducida en la Universidad de Chicago por Angell y sus estudiantes.

### Funcionalismo y Conductismo
El funcionalismo puede ser  considerado como el antecesor más directo del pensamiento conductista. John B. Watson, fundador del conductismo, fue estudiante de Angell en Chicago, y obtuvo bajo la supervisión de este su doctorado en psicología. El conductismo fue un paso más allá que el funcionalismo en su crítica al estructuralismo. Una completa adopción del método experimental no solo tenía utilidad, sino que hacía irrelevante  el uso de la introspección. Debido a su énfasis en los orígenes evolutivos de la consciencia, el funcionalismo promovió el inicio de la psicología comparativa, bajo el supuesto de que las supuestas habilidades mentales del ser humano debían tener antecedentes evolutivos en otras especies. El uso del método comparativo convenció a Watson de que todo fenómeno psicológico era susceptible de ser analizado en términos de comportamiento y que el método introspectivo era completamente irrelevante y en la mayoría de casos, contraproducente. De acuerdo con Watson, al mantener su énfasis en un concepto tan vago e inobservable como la consciencia y al mantener a la introspección como un método válido, el funcionalismo estaba tan condenado como el estructuralismo a convertirse en un paradigma estéril, alejado de las ciencias naturales y del análisis del comportamiento humano en sus circunstancias cotidianas. Tanto Dewey como Angell recibieron con entusiasmo la nueva psicología conductista, si bien criticaron algunos de sus aspectos más radicales.

## Descendientes contemporáneos
La psicología evolucionista está basada sobre la idea de que es necesario el conocimiento de los fenómenos humanos que están afectados por la evolución humana, y el de las funciones realizadas por -o relacionadas con- estos fenómenos, si se quiere llegar a un entendimiento completo de la psique humana. Incluso el proyecto del estudio evolutivo de la Consciencia es ahora un tema activo de estudio. Algunos psicólogos evolucionistas fueron inspirados por las teorías de selección natural de  Charles Darwin.